# Plesionika pacifica
Plesionika pacifica is een garnalensoort uit de familie van de Pandalidae. De wetenschappelijke naam van de soort is voor het eerst geldig gepubliceerd in 1952 door Edmondson.